# Majavajoki (vattendrag i Finland, Lappland, lat 69,08, long 28,67)
Majavajoki är ett vattendrag i Finland.   Det ligger i landskapet Lappland, i den norra delen av landet, 1 000 km norr om huvudstaden Helsingfors.